# 坡参
坡参（学名：Habenaria linguella）为兰科玉凤花属下的一个种。

## 扩展阅读
- 維基物種上的相關：坡参